# Bombino (musicien)
Omara « Bombino » Moctar est un guitariste touareg nigérien, né à Tidene, dans les environs d'Agadez le 1er janvier 1980. Un film documentaire Agadez, the Music and the Rebellion lui est consacré.

## Biographie
Bombino nait à Tidene, un campement touareg dans les environs d'Agadez, au Niger. À la suite du déclenchement de la rébellion touarègue en 1990, Bombino, accompagné de son père et de sa grand-mère, est forcé de fuir vers l'Algérie voisine. En 1997, Bombino peut revenir à Agadez et commencer une carrière de musicien professionnel. 
Le réalisateur Hisham Mayet enregistre Bombino et son groupe de musiciens en 2007 durant une cérémonie de mariage. Ces enregistrements, ainsi que plusieurs performances acoustiques, sont publiées sur le disque Group Bombino - Guitars from Agadez, vol. 2., sortis en 2009. Plus tard en 2007, de nouvelles tensions apparaissent au Niger, et aboutissent finalement à une nouvelle rébellion des peuples touaregs. Le gouvernement, espérant faire disparaître la rébellion sous toutes ses formes, bannit la guitare pour les Touaregs, l'instrument étant alors considéré comme symbole de la résistance. En outre, deux musiciens du groupe de Bombino sont exécutés, forçant une nouvelle fois le musicien à l'exil.
En janvier 2010, Bombino peut rentrer à Agadez. Pour célébrer la fin du conflit, un impressionnant concert est organisé au pied de la Grande Mosquée d'Agadez, concert qui reçoit la bénédiction du sultan. Bombino et son groupe jouent alors devant un millier de personnes, dansant et célébrant la fin de la lutte.
Alors que Bombino vit en exil au Burkina Faso, le réalisateur Ron Wyman, ayant entendu certains de ses enregistrements, décide de partir à sa recherche. Ron Wyman encourage Bombino à enregistrer correctement sa musique. Bombino accepte et ils produisent ensemble un album à Agadez. Les enregistrements prirent forme sur l'album Agadez, sorti en avril 2011.
En 2019, pour la première fois dans la carrière d'un artiste Nigérien, Bombino est nommé aux Grammy Awards dans la catégorie « Best World Music Album » où il était en lice avec Soweto Gospel Choir (Afrique du Sud), Seun Kuti & Egypt 80 (Nigeria) et Fatoumata Diawara (Mali). Il n'avait pas gagné mais cette nomination a fait grandir davantage sa côte au Niger et les invitations sur des scènes internationales se sont multipliées.

## Discographie
- 2009 - Group Bombino - Guitars from Agadez, vol. 2 (Sublime Frequencies)  [4]
- 2010 - Agamgam 2004 (Reaktion)
- 2011 - Agadez (Cumbancha Records) [5]
- 2013 - Nomad (Nonesuch Records)
- 2016 - Azel (Partisan Records)
- 2018 - Deran (Partisan Records)
- 2023 - Sahel (Partisan Records)

## Sources
- (en) Cet article est partiellement ou en totalité issu de l’article de Wikipédia en anglais intitulé « Bombino (musician) » (voir la liste des auteurs).